# Blagovesxénskoie (Vladímir)
|  | Per a altres significats, vegeu «Blagovesxénskoie». |

Blagovesxénskoie (en rus: Благовещенское) és un poble de l'óblast de Vladímir, a Rússia, segons el cens del 2012 tenia 116 habitants. Pertany al districte municipal de Múrom.